# Cantone di Dinan-Ovest
Il Cantone di Dinan-Ovest era una divisione amministrativa dell'Arrondissement di Dinan.
A seguito della riforma approvata con decreto del 13 febbraio 2014, che ha avuto attuazione dopo le elezioni dipartimentali del 2015, è stato soppresso.

## Composizione
Comprendeva parte della città di Dinan e 12 comuni:
- Aucaleuc
- Bobital
- Brusvily
- Calorguen
- Le Hinglé
- Plouër-sur-Rance
- Quévert
- Saint-Carné
- Saint-Samson-sur-Rance
- Taden
- Trélivan
- Trévron